# Black Panties
Albums de R. Kelly
Write Me Back
(2012)
Singles
1. "My Story"
Sortie : 23 juillet 2013
2. "Genius"
Sortie : 17 octobre 2013
3. "Cookie"
Sortie : 25 décembre 2013

Black Panties est le douzième album studio solo de R. Kelly, sorti le 6 décembre 2013. Cet album a été certifié Disque d'or.

## Titres Standard
- 1. Legs Shakin (featuring Ludacris)
- 2. Cookie
- 3. Throw Money On You
- 4. Prelude
- 5. Marry the Pussy
- 6. You Deserve Better
- 7. Genius
- 8. All the Way (featuring Kelly Rowland)
- 9. My Story (featuring 2 Chainz)
- 10. Right Back
- 11. Spend That (featuring Young Jeezy)
- 12. Crazy Sex
- 13. Shut Up

### Deluxe Edition Tracks
- 14. Tear It Up (Feat. Future)
- 15. Show Ya Pu**y (Feat. Migos & Juicy J)
- 16. Physical
- 17: Every Position